# Розенберг, Фёдор Александрович
Фёдор (Фри́дрих) Алекса́ндрович Ро́зенберг (1 марта 1867 года, Вильянди, ныне Эстония — 5 июня 1934 года, Ленинград, СССР) — российский и советский востоковед-иранист, член-корреспондент Академии наук СССР с 1923 года.

## Биография
Фридрих-Август-Герман Розенберг родился в 1867 году в городе Вильянди (Феллин), ныне располагающемся в Эстонии. Сын купца 2-й гильдии Александра Розенберга и его жены Софии, урождённой Горн. Семья принадлежала к евангелическо-лютеранскому вероисповеданию.
В 1885 году окончил Лифляндскую дворянскую гимназию (livlandisches Landes-Gymnasium zu Fellin), а в 1889 году — арабско-персидско-турецко-татарское отделение факультета восточных языков Санкт-Петербургского университета. Был учеником академика Карла Залемана.В 1893 году по его ходатайству был оставлен на два года при кафедре персидской словесности Петербургского университета для приготовления к профессорскому званию, занимался изучением персидских рукописей в библиотеках Западной Европы. Работа была прервана тяжёлой болезнью, исказившей его внешность. В 1895 году познакомился и много лет поддерживал переписку с писателем Андре Жидом.
С 1902 года работал в Азиатском музее (ныне — Институт восточных рукописей РАН), сначала в роли помощника единственного штатного хранителя — египтолога и коптоведа Оскара Лемма, — а с 1912 года в должности старшего учёного-хранителя руководителя. Работая в музее, Розенберг занимался инвентаризацией, каталогизацией, научными описями, ответом на запросы из разных стран, а с 1918 года, после смерти Лемма, стал фактически руководить внутренней деятельностью музея. 1 декабря 1923 году был избран членом-корреспондентом Академии наук СССР по разряду лингвистики. В 1931 году Азиатский институт был преобразован в Институт востоковедения.
В 1931 году оставил работу в музее по состоянию здоровья — он страдал болезнью сердца и ног, а также заболел туберкулёзом, из-за которого умер в 1934 году после полутора лет, проведённых прикованным к постели.

## Научная деятельность
Основная сфера работы Розенберга — иранский героический эпос «Шахнаме» авторства Фирдоуси, для которого Розенберг осуществил критическую текстологическую и лингвистическую переработку около 10 200 двустиший, а также вопросы зороастризма, включающие перевод написанной в 1278 году «Книги Зороастра» («Заратушт-наме») с персидского языка, персидской литературы, согдологии и пехлевистики. Также изучал изобразительное искусство Ирана и участвовал в исследовании и каталогизации рукописных, архивных и книжных фондов бывшего Азиатского музея.